# 板桥站 (忠清南道)
板橋站（：／ Pangyo yeok */?）是長項線沿線的一座鐵路車站，位于韓國忠清南道舒川郡板橋面，有無窮花號列車停靠。

## 历史
- 1930年11月1日 - 落成使用。

## 相鄰車站
韩国铁道公社
长项线
熊川－板橋－舒川